# 2019冠狀病毒病日本疫情時間軸
- 關於鑽石公主号的群聚感染，請見「2019冠狀病毒病國際郵輪疫情」。
- 關於日本政府及自治体的疫情應對時間軸，請見「2019冠狀病毒病日本行政應對」。
- 關於疫情對日本經濟及社会造成的影響，請見「2019冠狀病毒病日本社会經濟影響」。

2019冠狀病毒病日本疫情時間軸（日语：／），以時間軸形式介紹2019冠狀病毒病（COVID-19）在日本的疫情。

## 概述
2019冠狀病毒病日本疫情可按国内不同病毒的基因組序列分為2波。国立感染症研究所的基因研究顯示，第1波疫情的變異株來源於中国及東亞患者中流行的武漢型，2020年1月透過中国旅客及回国者侵入日本，3月在日本全国引發多個感染群組（聚集性疫情）後慢慢消失。1月16日，日本透過医学檢查，確認国内出現首宗個案，為從武漢回国的神奈川縣居民。
繼第1波後，日本又發生欧洲型病毒引發的第2波疫情，變種可追溯至法國、意大利、瑞典、英國的早期患者。3月26日，日本透過医学檢查發現第2波疫情，當時政府專家会議得出結論，認為3月11日至3月23日期間，欧美旅客及回国者很可能已引發新的疫情。国立感染症研究所發布研究數據，證明日本3月起流行的病毒中大部分是欧洲型，又指結論「強烈顯示」，尋找感染源頭及密切接触者的主動流行病学調查取得成效，成功控制住武漢型病毒，但3月的行動限制不足，導致3月下旬至4月中旬，欧洲型病毒傳入国内並擴散。
3月中旬起急速擴大的疫情，在4月上旬達至高峰後逐漸減速，5月中旬一度轉為平緩。5月25日，面向全国發出的緊急事態宣言全部解除；6月19日，面向全国發出的避免跨縣境移動請求全面解除。不過，6月中旬起，以大都市圈為中心，新增確診個案再次轉趨增加。去到7月中，每日新增確診個案已迫近4月時的高峰水平，單日個案有時會超過600宗，7月22日更錄得795宗確診個案。

## 2020年

### 第1波：來自中国武漢（1月至3月）

#### 第3週（1月13日–1月19日）
- 1月16日，通報首宗確診個案，為住在神奈川縣的30多歲中国籍男性，有武漢旅行史；他1月3日發燒，1月6日回国後，前往医療機構就診，1月10日至15日住院，期間接受病毒檢測，出現陽性反應[10]。男性未去過華南海鮮批發市場[10]，但在武漢時與患有肺炎的父親一起生活，可能是被父親傳染[11]。

#### 第4週（1月20日–1月26日）
- 1月24日，出現国内第2宗、東京都首宗確診個案，為住在湖北省武漢市的男性訪日中国旅客[12]。
  - 同日，外務省將湖北省的感染症危險資訊提升至第3級（促請停止旅行）[13]。
  - 同日，日本政府宣布，準備派遣包機，將所有滯留在湖北省武漢市、希望回国的日本人接回国[14]。
- 1月25日，同樣來自武漢的女性訪日旅客確診，為国内第3宗確診個案[15]。
- 1月26日，同樣來自武漢的2名男性訪日旅客確診，為国内第4宗[16]、国内第5宗[17]（愛知縣首宗[18]）確診個案。

#### 第5週（1月27日–2月2日）
- 1月28日，出現国内第6宗[19]（国内首宗日本人及奈良縣首宗個案[20]）、国内第7宗[21]（北海道首宗[22]）確診個案，當中有未去過武漢，但1月前半接載過武漢旅行團的旅行巴士男性司機[19]。29日，旅行團的女性巴士向導亦出現陽性反應（国内第8宗[23]、大阪府首宗[24]）。
  - 接載武漢滯留日本人的包機由開設武漢定期航班的全日本空輸運行[25]。1月28日晚間，第1班從羽田機場起飛[26]，深夜抵達武漢機場[27]；翌日早間6時左右，載住希望回国者從武漢機場起飛[28]，8時40分左右抵達羽田機場[29]。
- 1月30日，搭乘前一日的政府包機（第1班）從武漢回国的3名日本人確診，當中有2名無症状病原体保有者[30]。
  - 29日晚間10時左右，第2班包機從羽田機場起飛，前往武漢，30日早間8時50分左右抵達羽田機場[31]。
  - 同日，三重縣出現首宗確診個案，為去過武漢的外国籍男性[32]；京都府亦出現首宗確診個案，為去過武漢的中国籍女性[33]。
  - 當日，日本累計確診個案超過10宗[30]。
- 1月31日早間7時45分左右，第3班包機從武漢機場起飛，10時20分左右抵達羽田機場[34]。同日，千葉縣出現首宗確診個案，為接待中国旅行團的女性巴士向導[35]。

- 2月1日早間0時起，依照出入国管理法5条1項14号，2星期内去過湖北省的外国人及持有湖北省發行護照的外国人原則上禁止入境日本[36][37]。
  - 1月27日，日本政府宣布，準備將新型冠狀病毒引發的感染症指定為感染症法6条8項的「指定感染症」[38]；28日，政令在內閣會議獲通過[39]，2月1日施行[36]。當局可依法進行主動流行病学調查（接触者調查），更容易地獲取確診個案及密切接触者情況[39][40]。疾病同時被指定為檢疫法2条3項的「檢疫感染症」，全国主要港口及機場檢疫時，可對懷疑個案問話、診斷及檢查，並對船舶、飛機進行消毒等作業[39][40]。
  - 同日，曾乘坐郵輪「鑽石公主號」週遊東亞各地、1月25日在香港下船的乘客，新型冠狀病毒檢測呈陽性[41]。乘客出現陽性結果時，鑽石公主号正停靠在沖繩縣的那霸港[42]。
  - 同日，搭乘前一日的政府包機（第3班）回国後，住在埼玉縣国立保健医療科学院的1人確診[43]，為同縣首宗確診個案。

#### 第6週（2月3日–2月9日）
本週，国立感染症研究所接獲13宗呈報個案（含懷疑個案）。
- 2月3日，鑽石公主号返回神奈川縣的横濱港，日本政府不准船員及乘客下船，並向船内派遣檢疫官，對全員進行健康診断，採集有症状者及密切接触者的病毒檢測樣本，為期2日[41]。
- 2月5日，由於檢測結果顯示多人對新型冠狀病毒呈陽性，早間7時起，鑽石公主号進入14日檢疫期[41]。

- 2月7日早間0時起，從香港出發的郵輪「威士特丹號」被拒絕停靠日本港口[45]。
  - 同日早間10時10分左右[46]，第4班包機抵達羽田機場[47]。

#### 第7週（2月10日–2月16日）
本週，国立感染症研究所接獲54宗呈報個案（含懷疑個案）。
- 2月13日早間0時起，此前對湖北省實施的禁止入境日本措施擴大至浙江省[49][50]。
  - 同日，在和歌山縣的醫院工作的男性医生確診，為同縣首宗確診個案[51]；由於未發現與中国有關聯[51]，專家認為，感染路徑不明的「不可見感染」可能正在国内擴散[52]。
  - 同日，罹患COVID-19的神奈川縣80多歲女性死亡[53]，為日本国内首宗COVID-19死亡個案[54]。
- 2月14日，將新型冠狀病毒感染症 (COVID-19) 指定為「檢疫法第34条的感染症種類」的政令施行[55]，可對接受檢疫的患者等採取隔離、停留措施[56]。
  - 同日，沖繩縣出現首宗確診個案，為鑽石公主号1日停靠那霸港時，與下船乗客有接触的的士司機[57]。

#### 第8週（2月17日–2月23日）
本週，国立感染症研究所接獲80宗呈報個案（含懷疑個案）。
- 2月17日早間6時50分，第5班包機抵達羽田機場[59]。用包機接回滯留國人中希望回国者的撤僑作戰[60]隨第5班包機返回而結束[59]。
- 2月19日，鑽石公主号檢疫期結束，檢測結果呈陰性的未確診乘客開始下船[61]。
- 2月20日，福岡縣及九州出現首宗確診個案，為近期未去過海外的60多歲夫婦[62]。
- 2月21日，石川縣出現首宗確診個案，為2月中旬曾去東京都公幹的男性縣職員[63]。
  - 同日，在熊本縣内醫院工作的女性護士確診[64]，為同縣首宗確診個案[65]。
  - 當日，日本国内累計確診個案超過100宗[66]。
- 2月22日，栃木縣出現首宗確診個案，為檢測呈陰性後，19日從鑽石公主号下船，及後出現COVID-19症狀的女性[67]。

#### 第9週（2月24日–3月1日）
本週，国立感染症研究所接獲90宗呈報個案（含懷疑個案）。
- 2月25日，長野縣出現首宗確診個案，為2月中旬曾去北海道及東京都公幹的男性公司幹部[69]。
  - 同日，德島縣及四国出現首宗確診個案，為檢測呈陰性後，從鑽石公主号下船，及後再次接受檢測的女性[70]。
- 2月26日，岐阜縣出現首宗確診個案，為感染路徑及接触者不明的男性[71]。
- 2月27日早間0時起，2星期内去過韓国的大邱市及慶尚北道清道郡的外国人禁止入境日本[72][73]。
  - 同日，内閣總理大臣宣布，準備請求全国的国公私立小学、中学、高中、特殊学校自3月2日至春假集體停課[74]。截至3月16日，幾乎所有学校均響應請求停課[75]。
- 2月28日，静岡縣出現首宗確診個案，為檢測呈陰性後，20日從鑽石公主号下船，及後再次接受檢測的男性[76]。
- 2月29日，宮城縣及東北地方出現首宗確診個案，為檢測呈陰性後，20日從鑽石公主号下船，及後再次接受檢測的男性[77]。
  - 同日，2月15日去過大阪市Live House[78]的高知縣女性護士確診，為同縣首宗確診個案[77]。
  - 同日，新潟縣出現首宗確診個案，為從東京返回新潟家鄉照顧母親的男性[77]。

- 3月1日，兵庫縣出現首宗確診個案，為在大阪市内工作的男性公司職員[79]。

#### 第10週（3月2日–3月8日）
本週，国立感染症研究所接獲197宗呈報個案（含懷疑個案）。
- 3月2日，愛媛縣出現首宗確診個案，為女性銀行職員，2月29日確診高知縣女性的朋友，曾於2月15日一同去大阪市的Live House[81]。
- 3月3日，大分縣出現首宗確診個案，為接待顧客的女性[82]。
- 3月4日，山口縣及中国地方出現首宗確診個案，為曾去九州各地公幹的男性公司營銷職員[83]。
  - 同日，宮崎縣出現首宗確診個案，為2月26日前與妻子在美利堅合眾国的70多歲男性[84]。
- 3月5日，滋賀縣出現首宗確診個案，為未去過海外的60多歲男性[85]。
- 3月6日，秋田縣出現首宗確診個案，為乘坐過鑽石公主号的60多歲男性[86]。
  - 同日，山梨縣出現首宗確診個案，為60多歲男性公司職員[87]。
- 3月7日早間0時起，2星期内去過韓国慶尚北道的慶山市、安東市、永川市、漆谷郡、義城郡、星州郡、軍威郡，伊朗的庫姆省、德黑蘭省、吉蘭省的外国人禁止入境日本[88][89]。
  - 同日，廣島縣出現首宗確診個案，為30多歲自僱男性[90]。
  - 同日，群馬縣出現首宗確診個案，為40多歲女性保育士[91]。
  - 同日，福島縣出現首宗確診個案，為乘坐過鑽石公主号的70多歲男性[92]。

#### 第11週（3月9日–3月15日）
本週，国立感染症研究所接獲264宗呈報個案（含懷疑個案）。
- 内閣會議決定，3月9日起，請求來自中国（含香港及澳門）及韓国的入国者在指定地點度過2星期，並避免使用公共交通工具[89]。
- 3月11日早間0時起，2星期内去過伊朗的厄尔布尔士省、伊斯法罕省、加茲溫省、戈勒斯坦省、塞姆南省、馬贊德蘭省、中央省、洛雷斯坦省，意大利的威尼托大區、艾米利亞-羅馬涅大區、皮埃蒙特大區、馬爾凱大區、倫巴底大區，聖馬力諾全域的外国人禁止進入日本[94]。
- 3月13日，改正新型流行性感冒等對策特別措置法（下稱新型冠狀特措法）成立，同法開始適用於新型冠狀病毒感染症 (COVID-19) [95]。
  - 同日，佐賀縣出現首宗確診個案，為2月末至3月初與朋友去法國旅行的大学生[96]。
- 3月14日，長崎縣出現首宗確診個案，為從京都府搬至壹岐市的自僱男性[97]，被認為是除北海道、本州、四国、九州、沖繩本島外的離島首次出現確診個案[97]。

#### 第12週（3月16日–3月22日）
本週，国立感染症研究所接獲264宗呈報個案（含懷疑個案）。
- 3月17日，茨城縣出現首宗確診個案，為2月28日從意大利托斯卡尼大區公幹回国的男性公司職員[99]。
  - 同日，香川縣出現首宗確診個案，為曾去大阪府、兵庫縣、京都府觀光的50多歲男性[100]。
- 3月18日，福井縣出現首宗確診個案，為3月上旬去過東京的公司職員[101]。
- 3月19日早間0時起，2星期内去過意大利的瓦萊達奧斯塔大區、特倫蒂諾-上阿迪傑大區、弗留利-威尼斯朱利亚大区、利古里亞大區，瑞士的提契諾州、巴塞爾城市州，西班牙的納瓦拉、巴斯克自治區、馬德里自治區、拉里奧哈，冰島全域的外国人禁止入境日本[102]。
- 3月21日，除鑽石公主号個案外，日本国内累計確診個案超過1000宗[103]。
- 3月22日，岡山縣出現首宗確診個案，為9日至15日在西班牙旅行的60多歲女性[104]。

### 第2波：來自欧洲（3月起）

#### 第13週（3月23日–3月29日）
本週，国立感染症研究所接獲730宗呈報個案（含懷疑個案）。
- 3月23日，青森縣出現首宗確診個案，為70多歲男性公司經營者及妻子[106]。男性曾於9日至15日在西班牙旅行，回国後傳染給妻子的可能性較高[106]。
- 3月24日，考慮到COVID-19世界大流行，国際奧林匹克委員会 (IOC) 及東京奧組委宣布，2020年東京奧運及殘奧將延期1年左右舉行[107]。
- 3月26日，鹿兒島縣出現首宗確診個案，為住在英國的女性公司幹部，23日返回日本[108]。
- 3月27日早間0時起，2星期内去過愛爾蘭、安道爾、意大利、愛沙尼亞、奧地利、荷蘭、瑞士、瑞典、西班牙、斯洛文尼亞、丹麥、德國、挪威、梵蒂岡、法國、比利時、葡萄牙、馬爾他、摩納哥、列支敦士登、盧森堡及伊朗全域的外国人禁止進入日本[109]。禁止入境的地方增至26国[109]。

#### 第14週（3月30日–4月5日）
本週，国立感染症研究所接獲1710宗呈報個案（含懷疑個案）。
- 3月30日，富山縣出現首宗確診個案，為曾参加京都市内大学研究組畢業祝賀会的大学生，3月去歐洲旅行的学生亦有出席[111]。
- 3月31日，在山形縣内參加駕駛學校考試集訓班的神奈川縣女性確診，為同縣首宗確診個案[112]。

- 4月3日早間0時起，2星期内去過印度尼西亞、新加坡、泰國、大韓民国、台湾、中華人民共和国、菲律賓、汶萊、越南、馬來西亞、澳洲、紐西蘭、美利堅合眾国、加拿大、厄瓜多爾、智利、多米尼克、巴拿馬、巴西、玻利維亞、阿爾巴尼亞、阿美尼亞、英國、北馬其頓、塞浦路斯、希臘、克羅地亞、科索沃、斯洛伐克、塞爾維亞、捷克、匈牙利、芬蘭、保加利亞、波蘭、波斯尼亞和黑塞哥維那、摩爾多瓦、蒙特尼哥羅、拉脫維亞、立陶宛、羅馬尼亞、以色列、土耳其、巴林、埃及、科特迪瓦、剛果民主共和国、毛里裘斯及摩洛哥全域的外国人禁止入境日本[113]。禁止入境的地方增至73個国家及地區[113]。
- 4月5日，日本国内累計死亡個案超過100宗[114]。同日，東京都累計確診個案超過1000人[114]。

#### 第15週（4月6日–4月12日）
本週，国立感染症研究所接獲3044宗呈報個案（含懷疑個案）。
- 4月7日，日本政府引用新型冠狀特措法32条，對7個都府縣（埼玉縣、千葉縣、東京都、神奈川縣、大阪府、兵庫縣、福岡縣）發出「緊急事態宣言」，4月7日至5月6日生效，為期1個月[116]。
- 4月9日，在島根縣内高中上學的女生確診，成為同縣首宗確診個案[117]。同日，国内累計確診個案超過5,000宗[118]。
- 4月10日，鳥取縣出現首宗確診個案，為60多歲男性，曾協助原定參加3月下旬美術館企画展的多国雕刻家[119]。

#### 第16週（4月13日–4月19日）
本週，国立感染症研究所接獲2913宗呈報個案（含懷疑個案）。
- 4月16日，日本政府將7日發出的緊急事態宣言擴至所有都道府縣[121]，並將疫情特別嚴重、需要重点實施抗疫措施的13個都道府縣（北海道、茨城縣、埼玉縣、千葉縣、東京都、神奈川縣、石川縣、岐阜縣、愛知縣、京都府、大阪府、兵庫縣、福岡縣）定為「特定警戒都道府縣」[122]。
- 4月18日，国内累計確診個案超過1万宗[118]。

#### 第17週（4月20日–4月26日）
本週，国立感染症研究所接獲1965宗呈報個案（含懷疑個案）。
- 4月20日，停靠在長崎縣長崎港的郵輪「歌詩達大西洋號」，有1名船員確診感染新型冠狀病毒[124]。

#### 第18週（4月27日–5月3日）
本週，国立感染症研究所接獲1218宗呈報個案（含懷疑個案）。
- 4月29日早間0時起，2星期内去過安提瓜和巴布達、聖基茨和尼維斯、多米尼加共和国、巴巴多斯、秘魯、烏克蘭、白俄羅斯、俄羅斯、阿拉伯聯合酋長國、阿曼、卡塔爾、科威特、沙地阿拉伯及吉布提全域的外国人禁止入境日本[126]。禁止入境的地方增至87個国家及地區[126]。

- 5月2日，日本国内累計死亡個案超過500宗[127]。

#### 第19週（5月4日–5月10日）
本週，国立感染症研究所接獲507宗呈報個案（含懷疑個案）。
- 5月4日，日本政府宣布，將全国生效的緊急事態宣言延長至5月31日[128][129]。

#### 第20週（5月11日–5月17日）
本週，国立感染症研究所接獲230宗呈報個案（含懷疑個案）。
- 5月14日，日本政府決定，解除39縣的緊急事態宣言，包括13個「特定警戒都道府縣」中的茨城、石川、岐阜、愛知、福岡等5縣，及「特定警戒都道府縣」以外的34縣[131]。同日，東京都累計確診個案超過5,000宗[132]。
- 5月16日早間0時起，2星期内去過馬爾代夫、烏拉圭、哥倫比亞、巴哈馬、宏都拉斯、墨西哥、阿塞拜疆、哈薩克、佛得角、加蓬、幾內亞比紹、聖多美和普林西比及赤道幾內亞全域的外国人禁止入境日本[133]。禁止入境的地方增至100個国家及地區[133]。

#### 第21週（5月18日–5月24日）
本週，国立感染症研究所接獲154宗呈報個案（含懷疑個案）。
- 5月21日，日本政府決定，解除緊急事態宣言仍生效的8個「特定警戒都道府縣」中，京都、大阪、兵庫等關西2府1縣的緊急事態宣言[135]。

#### 第22週（5月25日–5月31日）
本週，国立感染症研究所接獲297宗呈報個案（含懷疑個案）。
- 5月25日，日本政府宣布，解除緊急事態宣言仍生效的「特定警戒都道府縣」中，北海道及首都圈1都3縣（埼玉、千葉、東京、神奈川）的緊急事態宣言[137]。至此，4月7日發出的緊急事態宣言，約1個半月後已全部解除[137]。
- 5月27日早間0時起，2星期内去過印度、巴基斯坦、孟加拉、阿根廷、薩爾瓦多、吉爾吉斯、塔吉克、阿富汗、加納、畿內亞、南非共和国的外国人禁止入境日本[138]。禁止入境的地方增至111個国家及地區[138]。

#### 第23週（6月1日–6月7日）
本週，国立感染症研究所接獲326宗呈報個案（含懷疑個案）。

### 第3波（6月起）

#### 第24週（6月8日–6月14日）
本週，国立感染症研究所接獲487宗呈報個案（含懷疑個案）。

#### 第25週（6月15日–6月21日）
本週，国立感染症研究所接獲329宗呈報個案（含懷疑個案）。
- 當局決定，自6月19日起，在全国放寬避免跨都道府縣移動請求，包括首都圈1都3縣及北海道間的相互往来[142]。
  - 同日，厚生勞動省公開使用智能電話Bluetooth功能的新型冠狀病毒接触確認應用程式「COCOA」[143]。

#### 第26週（6月22日–6月28日）
本週，国立感染症研究所接獲494宗呈報個案（含懷疑個案）。

#### 第27週（6月29日–7月5日）
本週，国立感染症研究所接獲988宗呈報個案（含懷疑個案）。
- 7月1日早間0時起，2星期内去過圭亞那、古巴、危地馬拉、格林納達、哥斯達黎加、牙買加、聖文森特和格林納丁斯、尼加拉瓜、海地、喬治亞、伊拉克、黎巴嫩、阿爾及利亞、斯威士蘭、喀麥隆、塞內加爾、中非、毛里塔尼亞的外国人禁止入境日本[146]。禁止入境的地方增至129個国家及地區[146]。

#### 第28週（7月6日–7月12日）
- 7月7日，除鑽石公主號個案外，日本国内累計確診個案超過2万宗[147]。

#### 7月其他
- 7月7日 - 国内確診個案超過20,000宗。[148]
- 7月16日 - 當日国内新增622宗確診個案，是4月11日以来，單日新增個案首次超過600宗[149]。在預算委員會的閉中會審查上，東京大學名譽教授兒玉龍彥表示：東京都已經出現疫情「震央」，[150]日本政府決定補貼活動不適用於從東京都出發或到達的旅行。[151]
- 7月22日 - 東京都内確診個案超過10,000宗。[152]

#### 8月
- 8月10日 - 国内確診個案超過50,000宗[來源請求]
- 8月21日 - 国内確診個案超過60,000宗[來源請求]

#### 9月
- 9月18日，眾議員高鳥修一確診2019冠狀病毒病，這是日本首位確診該疾病的國會議員[153]。

#### 10月
- 10月1日起，日本政府允许全球所有国家及地区的商务及留学人员等长期签证持有者有条件入境日本[154]。
- 10月30日，日本累計確診個案突破100,000例。

## 2021年

### 1月
- 1月7日，日本首相菅義偉發布「緊急事態宣言」，宣布東京都和埼玉、千葉、神奈川3縣從1月8日起進入為期一個月的緊急事態，1月13日，緊急狀態區域擴大至其他7個都道府縣。
- 1月10日，从巴西入境日本的4名旅客被确诊感染變異新冠病毒，这种变异病毒与英国和南非发现的变异新冠病毒有所不同[155]。

### 3月
- 3月16日，神奈川县两名变异新冠病毒感染者死亡。这是日本首次报告感染变异新冠病毒死亡病例[156]。

### 8月
- 8月6日，日本嚴重特殊傳染性肺炎確診人數超過100萬人。

## 2022年
2022年2月3日，传播速度最快的奥密克戎毒株使日本新增确诊为104472人，刷新确诊人数新高。但并未发表“紧急事态宣言”，转而发布针对部分高风险地区的“防止蔓延等重点措施”，且不再要求餐饮娱乐门店必须歇业。目前新增确诊人数落回到每日2万人左右。
自3月1日起放宽入境政策。3月16日正式宣布18个主要都道府县将在21号全面解禁，政府通过以补贴旅行者的形式刺激旅游业，加速日本经济复苏。除仍需佩戴口罩外，社会将大体回归日常。从4月8日起，解除对英、美、法等106个国家的入境限制禁令。5月4日，日本单日新增新冠肺炎确诊病例26469例，新增死亡病例20例，累计确诊7986万例，累计死亡29710例。
7月，日本出現第七波疫情。
7月14日，日本嚴重特殊傳染性肺炎確診人數超過1000萬人，並列為主要國家。
从9月7日起，日本将入境人数上限从每天2万人提高到每天5万人。
12月30日起，日本将加强入境防疫措施。对于从中国大陆赴日及七天内去过中国的所有人员，将实施入境时检测。該時外国旅客入境日本需持接种三次的疫苗接种证明和出发前72小时核酸阴性证明。如果被检测出阳性，原则上会进行7天隔离。
2022年12月至2023年1月，日本出現第八波疫情。

## 2023年
1月27日，日本政府的新冠对策本部举行会议，正式决定5月8日起将新冠感染下调为《感染症法》所规定的第5类感染症，与季节性流感归为同一等级。

## 脚注

### 註解
1. 1 2 3 4 5 6 7 8 9 10 11 12 13 14 15 16 17 18 19 20 21 22  僅反映監視系統接受呈報後的資訊，故未必與公布數字相同。

## 外部連結
- 關於新型冠狀病毒感染症（页面存档备份，存于） - 厚生勞動省
- 新型冠狀病毒感染症對策（页面存档备份，存于） - 内閣官房
- 新型冠狀病毒感染症(COVID-19) 關聯資訊頁面（页面存档备份，存于） - 国立感染症研究所
- 特設網站 新型冠狀病毒（页面存档备份，存于） - NHK NEWS WEB
- 各都道府縣新型冠狀病毒感染者数地圖（页面存档备份，存于） - J.A.G.JAPAN株式会社
- 新型冠狀病毒 国内感染状況（页面存档备份，存于） - 東洋經濟新報社